# Outdoor Pajamas
Outdoor Pajamas est un film muet américain réalisé par Leo McCarey et sorti en 1924.

## Synopsis
Jimmy Jump se réveille en retard à son propre mariage et finit par quitter sa maison vêtu de son pyjama. Il essayera d'arriver le plus vite possible à l'église mais rencontrera une multitude de désastres les uns après les autres.

## Fiche technique
- Réalisation : Leo McCarey
- Production : Hal Roach
- Durée : 10 min
- Date de sortie :
  - États-Unis : 14 septembre 1924

## Distribution
- Charley Chase
- Martha Sleeper
- Charles A. Bachman
- Eddie Baker
- Beth Darlington
- Jack Gavin
- Jules Mendel
- George Rowe
- Lyle Tayo
- Leo Willis